# Maria Leopoldina d'Asburgo-Lorena
Maria Leopoldina Giuseppa Carolina d'Asburgo-Lorena (Vienna, 22 gennaio 1797 – Rio de Janeiro, 11 dicembre 1826) è stata arciduchessa d'Austria per nascita e prima imperatrice consorte del Brasile come moglie di Pietro I.

## Biografia

### Infanzia ed educazione

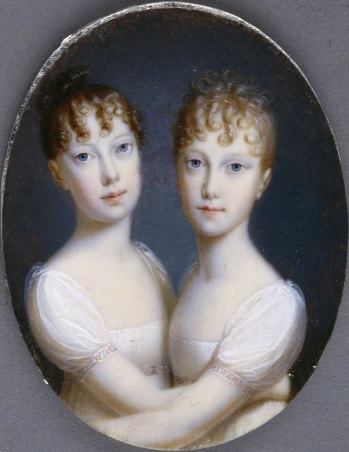
Le arciduchesse Maria Leopoldina e Maria Clementina ritratte da Bernhard von Guérard nel 1810

Era la quarta figlia, ma seconda a sopravvivere all'infanzia, dell'imperatore Francesco II, e della sua seconda moglie, nonché sua cugina, Maria Teresa di Borbone-Napoli, figlia di Ferdinando I delle Due Sicilie e di Maria Carolina d'Asburgo-Lorena.
Tra i suoi fratelli vi erano il futuro imperatore Ferdinando I d'Austria e Maria Luisa, seconda moglie di Napoleone Bonaparte.
Venne educata in conformità con i principi educativi stabiliti dal nonno, l'imperatore Leopoldo II. Lei e le sue sorelle appresero a parlare in francese e in latino, furono istruite nel disegno e nel pianoforte, praticarono l'equitazione e la caccia. Sua madre morì quando lei aveva dieci anni e suo padre si risposò con Maria Ludovica d'Austria-Este.
Le sue passioni includevano le scienze naturali, in particolare la botanica e la mineralogia. È stata formata secondo i tre principi asburgici: disciplina, pietà e senso del dovere.

### Matrimonio

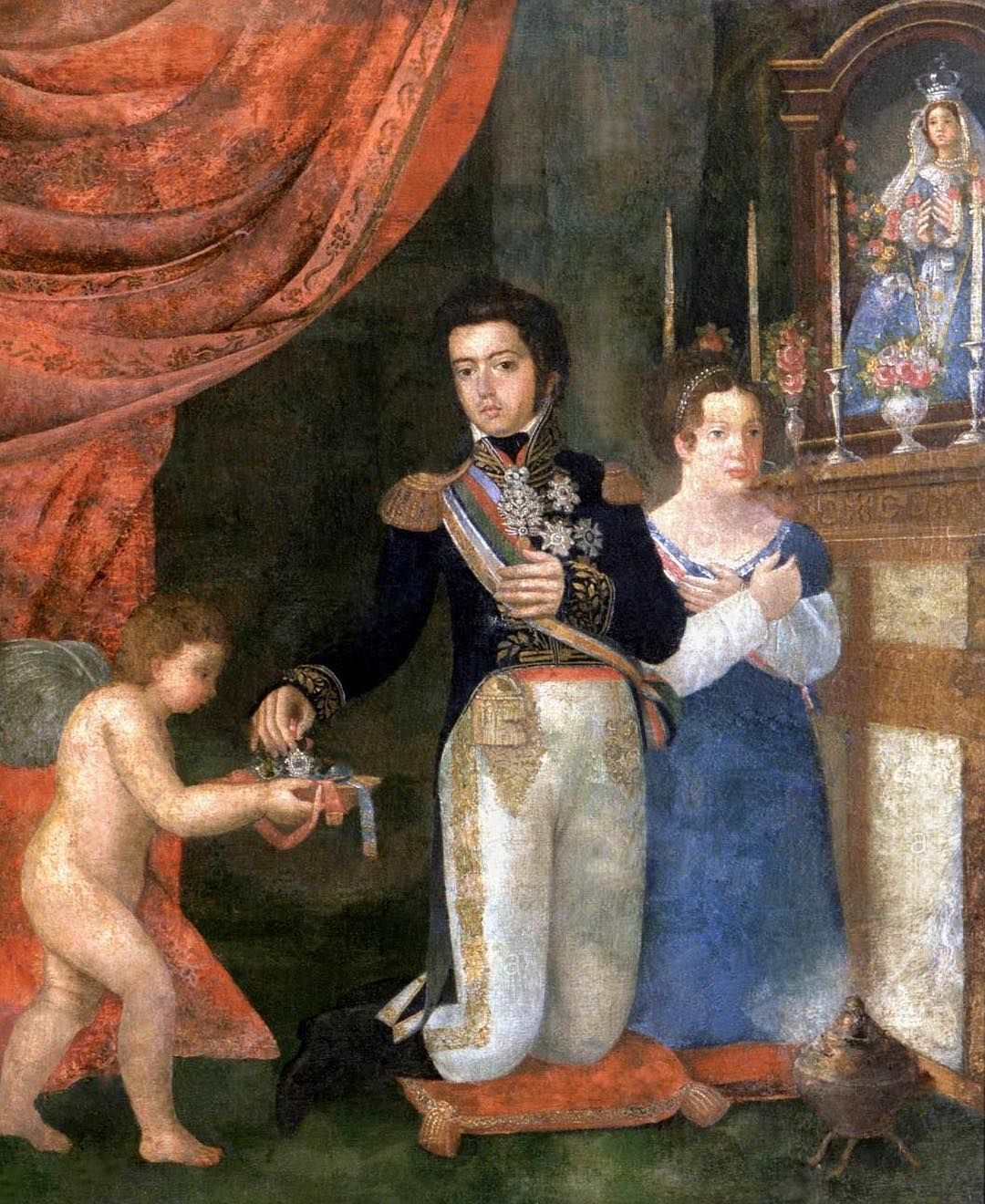
Allegoria del matrimonio di don Pietro di Braganza e dell'arciduchessa Maria Leopoldina d'Asburgo-Lorena di Domingos Clementino, 1820

Il 24 settembre 1816, a Maria Leopoldina venne annunciato da suo padre che Pietro di Braganza voleva prendere una Principessa asburgica come moglie. Klemens von Metternich aveva suggerito che dovesse essere Leopoldina, in quanto era venuto "il suo turno" per diventare una moglie.
Il contratto venne firmato il 29 novembre 1816. Lo sposo era il figlio di Giovanni VI e della regina Carlotta Gioacchina di Borbone, erede al trono del Regno Unito di Portogallo, Brasile e Algarve.
La cerimonia per procura venne celebrata dall'Arcivescovo di Vienna nella chiesa di Sant'Agostino a Vienna. Pietro era rappresentato dall'arciduca Carlo.

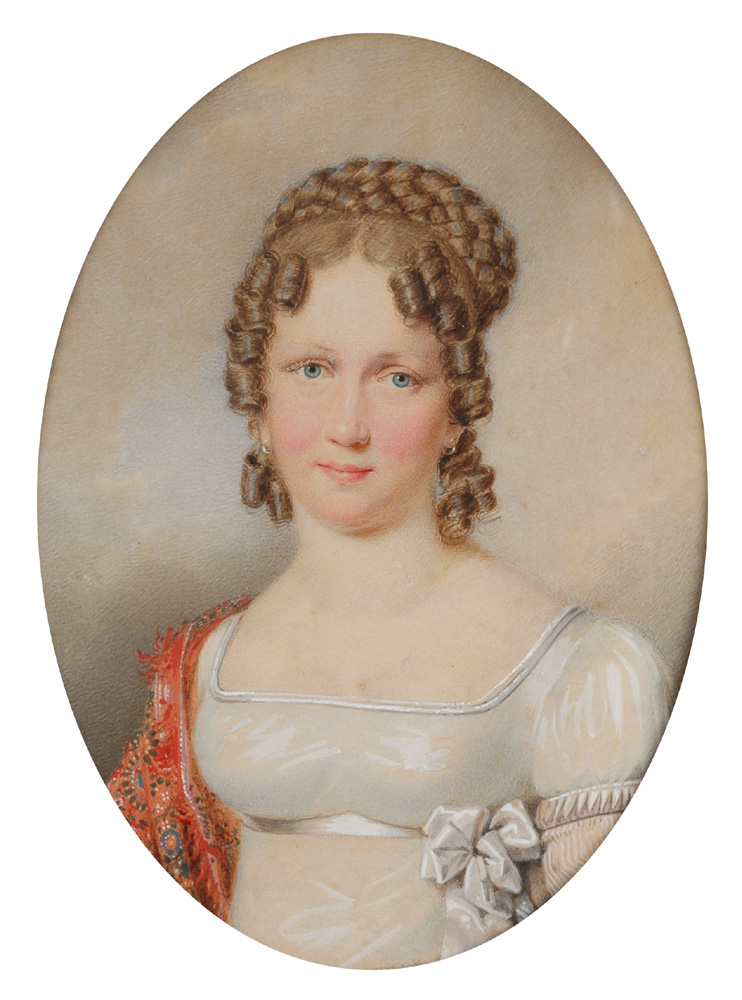
Maria Leopoldina d'Austria, duchessa di Braganza, ritratta da Friedrich Johann Gottlieb Lieder nel 1820 circa

Il 3 giugno Maria Leopoldina lasciò Vienna e due settimane dopo raggiunse Firenze ma l'entourage portoghese arrivò a Livorno solo il 24 luglio.
Vennero allestite due navi e nell'aprile 1817 un gruppo di scienziati, pittori, giardinieri e un tassidermista, con i loro assistenti, partirono alla volta di Rio de Janeiro  precedendo Maria Leopoldina che, nel frattempo, studiò la storia e la geografia della sua futura casa e apprese il portoghese.
Nel 1817 Maria Leopoldina salpò per il Brasile per sposare il principe ereditario del Portogallo, Dom Pedro d'Alcantara; la famiglia reale portoghese si trovava in Sudamerica in esilio da dieci anni, in conseguenza delle guerre napoleoniche. Maria Leopoldina era molto colta, parlava sei lingue, era appassionata di scienze naturali: negli anni che seguirono invitò molti ricercatori e biologi nella sua nuova patria, fra cui Johann Baptist Ritter von Spix, Carl Friedrich Philipp von Martius e Johann Natterer, che l'aveva accompagnata fin dal 1817.
Da lontano Maria Leopoldina pensò che Pietro, inizialmente, fosse perfetto, un gentiluomo ben educato, ma la realtà era molto diversa. Pietro più giovane di Maria Leopoldina di un anno, aveva un temperamento impulsivo e collerico, e la sua educazione era modesta. Anche la comunicazione parlata tra la giovane coppia si rivelò difficile, dato che Pedro parlava a malapena il francese e il suo portoghese era decisamente di bassa lega.

### Imperatrice del Brasile

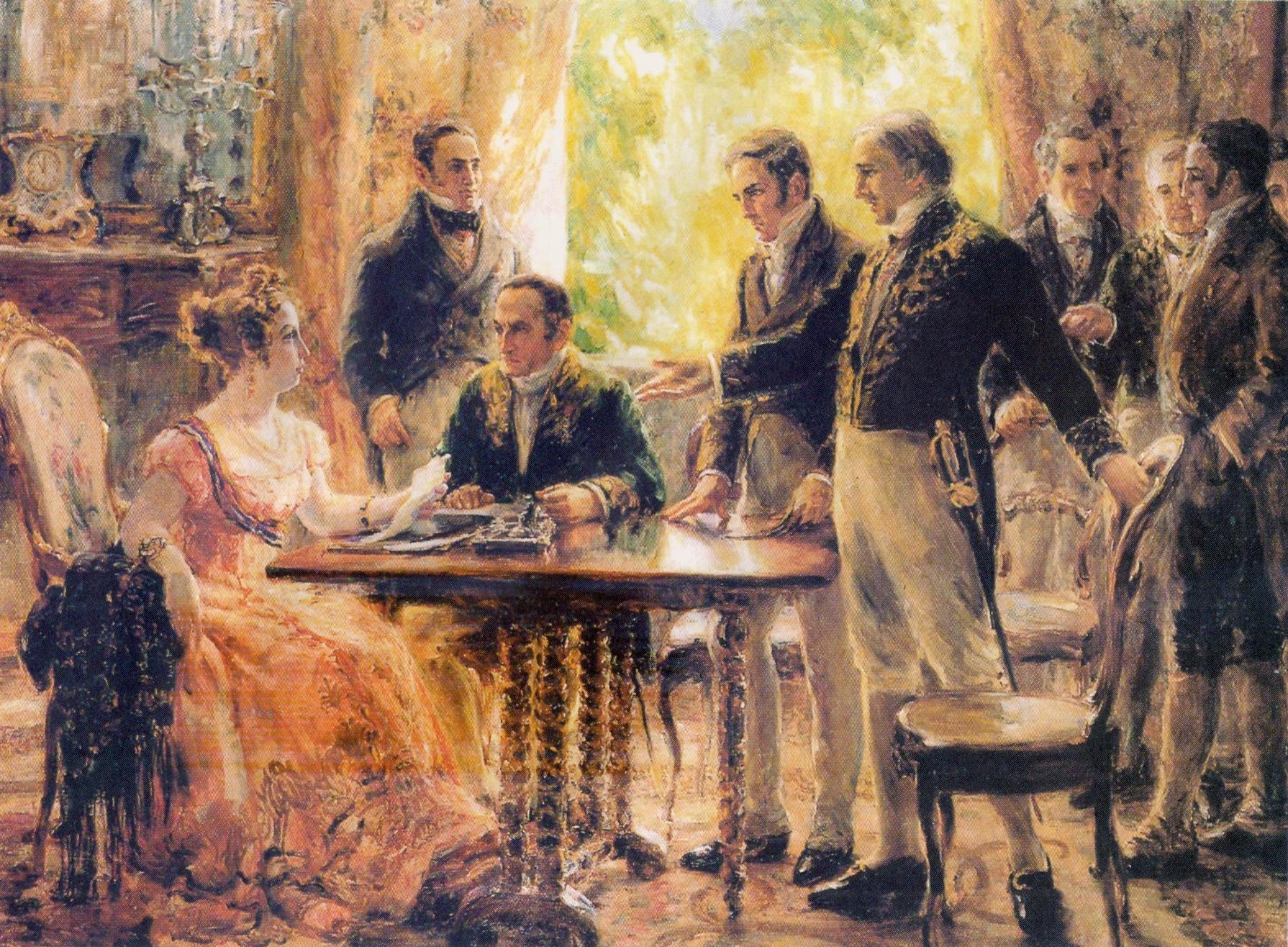
Maria Leopoldina d'Asburgo in qualità di reggente del Brasile di Georgina de Albuquerque, 1922, Museo storico nazionale del Brasile, Rio de Janeiro

Quando il padre di Pedro, re Giovanni VI del Portogallo, fece ritorno a Lisbona nel 1821, Dom Pedro scelse di rimanere in Brasile con Maria Leopoldina e i loro figli come suo luogotenente. Nel 1822, però, si mise alla guida del lotta per l'indipendenza dalla madrepatria, e fu incoronato imperatore con il nome di Pietro I del Brasile.
Maria Leopoldina divenne la prima imperatrice consorte del Brasile. Ha anche svolto un ruolo importante nel processo di rilascio di una Dichiarazione di Indipendenza. Il 2 settembre 1822, un nuovo decreto con le richieste da Lisbona arrivò a Rio de Janeiro, mentre il principe Pedro era a San Paolo. Maria Leopoldina, consigliata da José Bonifácio, e usando il suo potere come principessa reggente, si riunì, il 2 settembre 1822, con il Consiglio dei ministri. Decise di inviare al marito la notizia insieme ad una lettera raccomandandogli di dichiarare l'indipendenza del Brasile e lo avvertì, "Il frutto è pronto, è il momento di raccolta." Il principe Pedro dichiarò l'indipendenza del paese dopo aver ricevuto la lettera in data 7 settembre 1822.
Alla morte di Giovanni VI il 10 marzo 1826, Pedro ereditò anche la corona portoghese come Pietro IV, rimanendo contemporaneamente anche l'imperatore Pietro I. Tuttavia, due mesi dopo fu costretto a rinunciare al trono portoghese in favore della figlia Maria, di soli sette anni.

### Morte

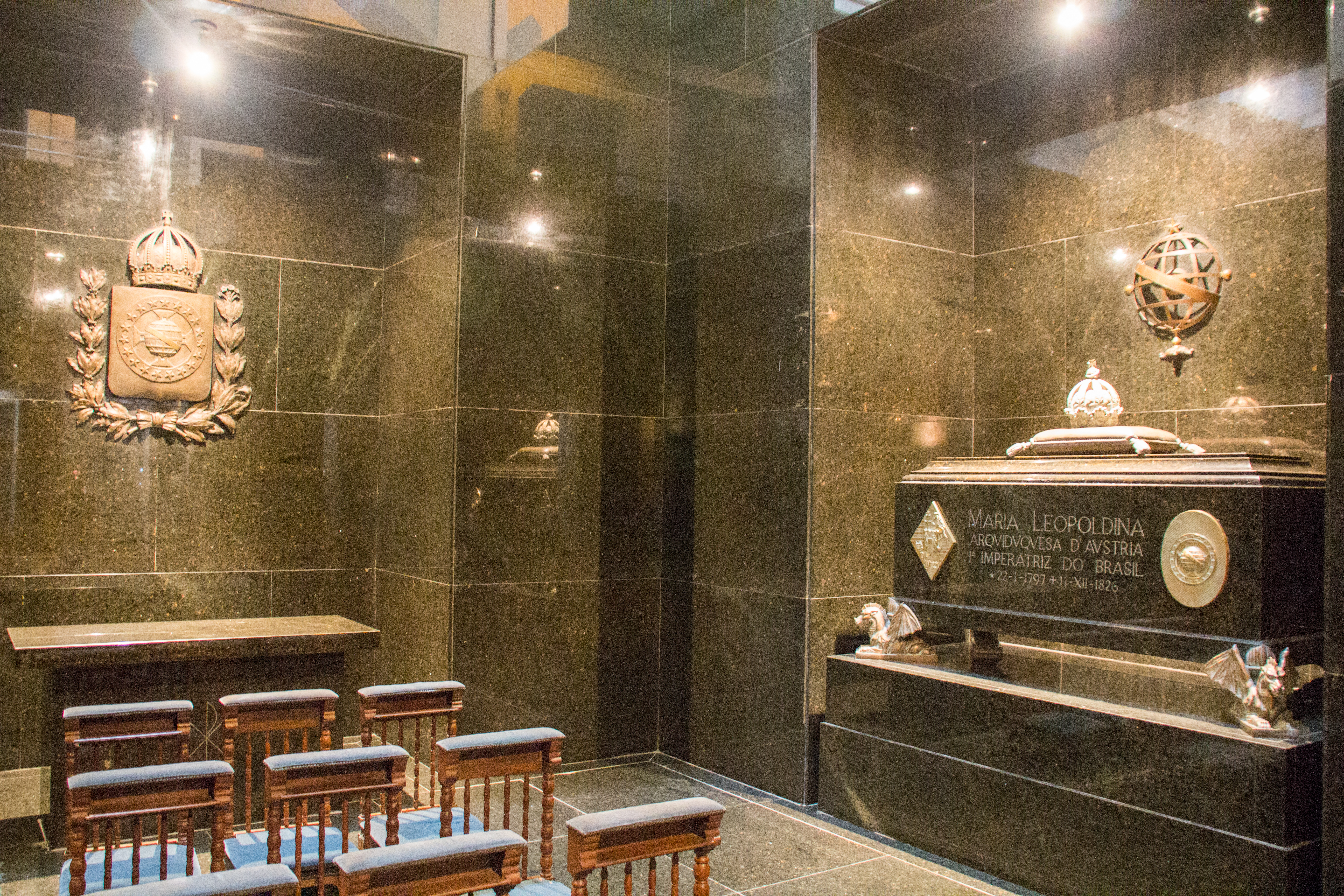
La tomba dell'imperatrice Maria Leopoldina a San Paolo del Brasile

Ci sono pareri discordanti circa la causa della morte della prima imperatrice del Brasile. Per alcuni autori, Maria Leopoldina morì di setticemia puerperale, mentre l'imperatore era nel Rio Grande do Sul, dove si era recato a ispezionare le truppe durante la guerra argentino-brasiliana. Un'altra versione molto diffusa è quella che Maria Leopoldina sia morta in seguito agli attacchi di rabbia di suo marito.
L'imperatrice morì l'11 dicembre 1826 a seguito di un aborto. Fu sepolta nel Convento da Ajuda, l'attuale Cinelândia. Quando il convento fu demolito nel 1911, i resti sono stati trasferiti al Convento de Santo Antônio, dove un mausoleo è stato costruito per lei e alcuni membri della famiglia imperiale. Nel 1954, fu definitivamente trasferita nella cappella imperiale, sotto il Monumento all'Indipendenza del Brasile, nella città di San Paolo.

## Omaggi
- La maggiore stazione ferroviaria di Rio de Janeiro è chiamata Imperatriz Leopoldina in suo onore.

## Nella cultura di massa
- Nelle telenovelas brasiliane Novo Mundo e Nos Tempos do Imperador, Maria Leopoldina è interpretata dall'attrice Leticia Colin.

## Discendenza

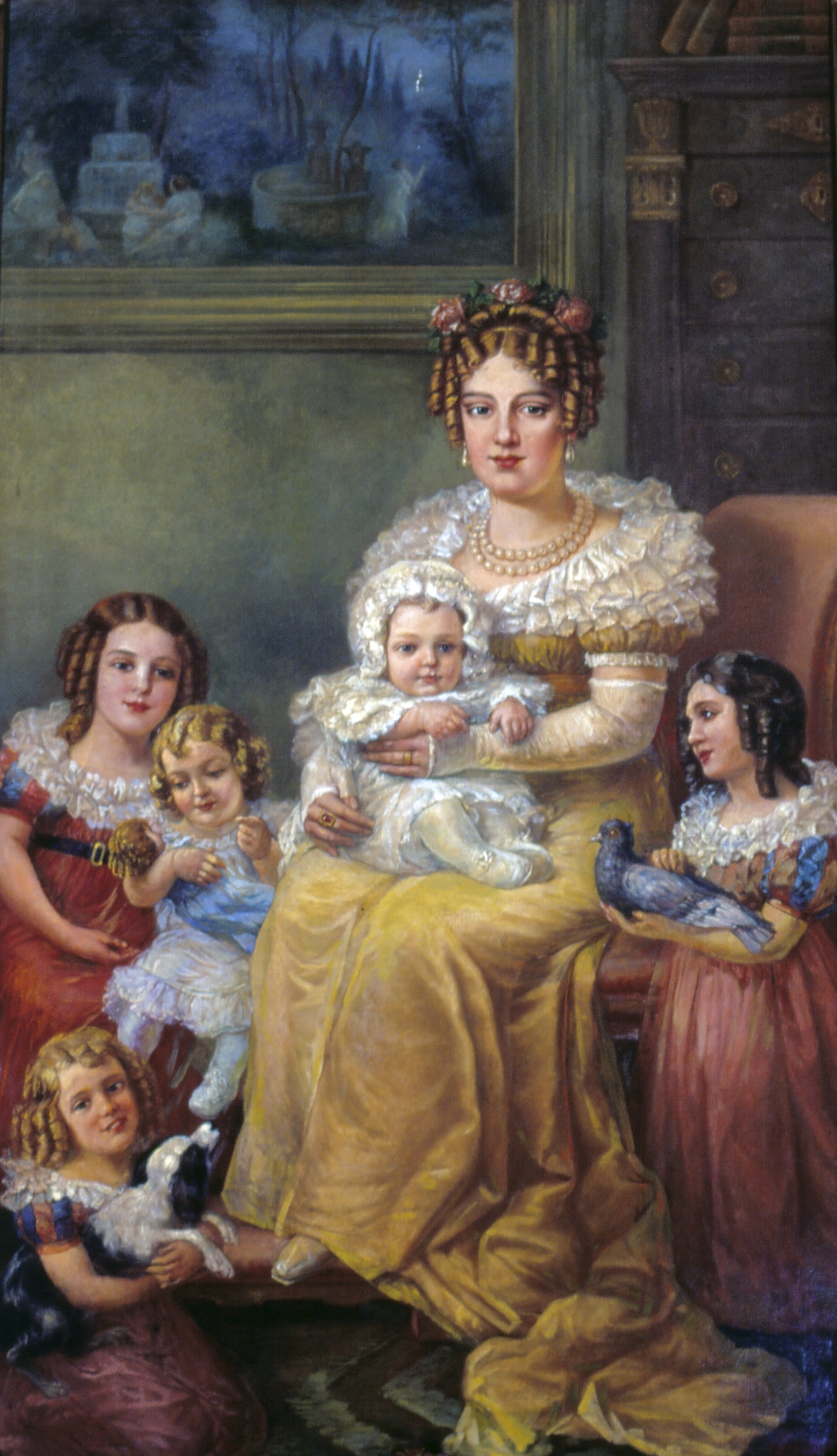
Maria Leopoldina ritratta da Domenico Failutti con i figli, Universidade de São Paulo

Maria Leopoldina e Pietro I del Brasile ebbero sette figli:
- Maria (1819-1853), regina del Portogallo[6];
- Michele, principe di Beira (1820-1820);
- Giovanni Carlo (1821-1822);
- Gennara (1822-1901), sposò il Principe Luigi delle Due Sicilie, Conte d'Aquila[7][8]
- Paola (1823-1833)[9];
- Francesca Carolina (1824-1898), sposò Francesco d'Orléans, Principe di Joinville[10];
- Pietro (1825-1891)[11], imperatore del Brasile, sposò Teresa delle Due Sicilie.

## Ascendenza
|                                   |                     |                                        | Genitori                                      |  |  | Nonni |  |  | Bisnonni              |  |  | Trisnonni          |  |
|                                   |                     |                                        |                                               |  |  |       |  |  | Francesco I di Lorena |  |  | Leopoldo di Lorena |  |
|                                   |                     |                                        |                                               |  |  |       |  |  | Francesco I di Lorena |  |  | Leopoldo di Lorena |  |
|                                   |                     | Elisabetta Carlotta di Borbone-Orléans |                                               |  |  |       |  |  | Francesco I di Lorena |  |  |                    |  |
| Leopoldo II d'Asburgo-Lorena      |                     |                                        |                                               |  |  |       |  |  | Francesco I di Lorena |  |  |                    |  |
|                                   |                     | Maria Teresa d'Austria                 | Carlo VI d'Asburgo                            |  |  |       |  |  |                       |  |  |                    |  |
|                                   |                     | Maria Teresa d'Austria                 | Carlo VI d'Asburgo                            |  |  |       |  |  |                       |  |  |                    |  |
|                                   |                     | Maria Teresa d'Austria                 | Elisabetta Cristina di Brunswick-Wolfenbüttel |  |  |       |  |  |                       |  |  |                    |  |
| Francesco II d'Asburgo-Lorena     |                     | Maria Teresa d'Austria                 |                                               |  |  |       |  |  |                       |  |  |                    |  |
|                                   |                     | Carlo III di Spagna                    | Filippo V di Spagna                           |  |  |       |  |  |                       |  |  |                    |  |
|                                   |                     | Carlo III di Spagna                    | Filippo V di Spagna                           |  |  |       |  |  |                       |  |  |                    |  |
|                                   |                     | Carlo III di Spagna                    | Elisabetta Farnese                            |  |  |       |  |  |                       |  |  |                    |  |
| Maria Ludovica di Borbone-Spagna  |                     | Carlo III di Spagna                    |                                               |  |  |       |  |  |                       |  |  |                    |  |
|                                   |                     | Maria Amalia di Sassonia               | Augusto III di Polonia                        |  |  |       |  |  |                       |  |  |                    |  |
|                                   |                     | Maria Amalia di Sassonia               | Augusto III di Polonia                        |  |  |       |  |  |                       |  |  |                    |  |
|                                   |                     | Maria Amalia di Sassonia               | Maria Giuseppa d'Austria                      |  |  |       |  |  |                       |  |  |                    |  |
| Maria Leopoldina d'Asburgo-Lorena |                     | Maria Amalia di Sassonia               |                                               |  |  |       |  |  |                       |  |  |                    |  |
|                                   | Carlo III di Spagna | Filippo V di Spagna                    |                                               |  |  |       |  |  |                       |  |  |                    |  |
|                                   | Carlo III di Spagna | Filippo V di Spagna                    |                                               |  |  |       |  |  |                       |  |  |                    |  |
|                                   | Carlo III di Spagna | Elisabetta Farnese                     |                                               |  |  |       |  |  |                       |  |  |                    |  |
| Ferdinando I delle Due Sicilie    | Carlo III di Spagna |                                        |                                               |  |  |       |  |  |                       |  |  |                    |  |
|                                   |                     | Maria Amalia di Sassonia               | Augusto III di Polonia                        |  |  |       |  |  |                       |  |  |                    |  |
|                                   |                     | Maria Amalia di Sassonia               | Augusto III di Polonia                        |  |  |       |  |  |                       |  |  |                    |  |
|                                   |                     | Maria Amalia di Sassonia               | Maria Giuseppa d'Austria                      |  |  |       |  |  |                       |  |  |                    |  |
| Maria Teresa di Borbone-Napoli    |                     | Maria Amalia di Sassonia               |                                               |  |  |       |  |  |                       |  |  |                    |  |
|                                   |                     | Francesco I di Lorena                  | Leopoldo di Lorena                            |  |  |       |  |  |                       |  |  |                    |  |
|                                   |                     | Francesco I di Lorena                  | Leopoldo di Lorena                            |  |  |       |  |  |                       |  |  |                    |  |
|                                   |                     | Francesco I di Lorena                  | Elisabetta Carlotta di Borbone-Orléans        |  |  |       |  |  |                       |  |  |                    |  |
| Maria Carolina d'Asburgo-Lorena   |                     | Francesco I di Lorena                  |                                               |  |  |       |  |  |                       |  |  |                    |  |
|                                   |                     | Maria Teresa d'Austria                 | Carlo VI d'Asburgo                            |  |  |       |  |  |                       |  |  |                    |  |
|                                   |                     | Maria Teresa d'Austria                 | Carlo VI d'Asburgo                            |  |  |       |  |  |                       |  |  |                    |  |
|                                   |                     | Maria Teresa d'Austria                 | Elisabetta Cristina di Brunswick-Wolfenbüttel |  |  |       |  |  |                       |  |  |                    |  |
|                                   |                     | Maria Teresa d'Austria                 |                                               |  |  |       |  |  |                       |  |  |                    |  |